# McDaniel College Budapest
A McDaniel College Budapest akkreditált, amerikai diplomát kínáló egyetem. Anyaegyeteme a McDaniel College, székhelye az USA-beli Marylandben található. A budapesti intézmény a régi Izraelita Siketnémák Budapesti Országos Intézete Bethlen téri épületében működik, és négyéves, az Egyesült Államokban akkreditált BA diplomát nyújtó művészeti, bölcsészet-, társadalom- és gazdaságtudományi alapképzési szakokat indít. A képzés sajátossága, hogy a hallgatóknak lehetősége van az utolsó két évet az USA-beli anyaegyetemen elvégezni, ezáltal a Budapesten megszerzett kreditek teljes mértékben átvihetők bármely más amerikai főiskolára vagy egyetemre.
A Budapesten található McDaniel College európai kampuszát a McDaniel College hivatalos amerikai akkreditációs ügynöksége, a Commission on Higher Education of the Middle States Association of Colleges and Schools akkreditálta. A McDaniel College Budapest Magyarországon külföldi felsőoktatási intézményként van bejegyezve, a magyar oktatási miniszter engedélyével.

## Történet
A westminsteri McDaniel College-t 1867-ben alapították, és az egyik első koedukált főiskola volt az Egyesült Államokban. Az iskolát eredetileg a nyugat-marylandi Vasúttársaságról nevezték el, amelynek elnöke nagylelkű felajánlást tett az első helyiségeknek otthont adó épületre a College Hill-en, Westminsterben, a marylandi Carroll megye székhelyén. A főiskola 2002-ben kapta a McDaniel College nevet, William Roberts McDaniel, a főiskolai közösség kiváló tagja tiszteletére, aki itt végezte tanulmányait, majd professzor, Elnök és Kurátor volt a 20. század első évtizedében, és akinek vezetése nagymértékben hozzájárult az intézet fejlődéséhez.
A McDaniel College budapesti intézményét 1994-ben alapították, egy teljesen helyreállított, századfordulón épült iskolaépületben. Megalapítása óta több mint 200, a tanulmányait Budapesten megkezdő hallgató végzett a McDaniel College-ban.

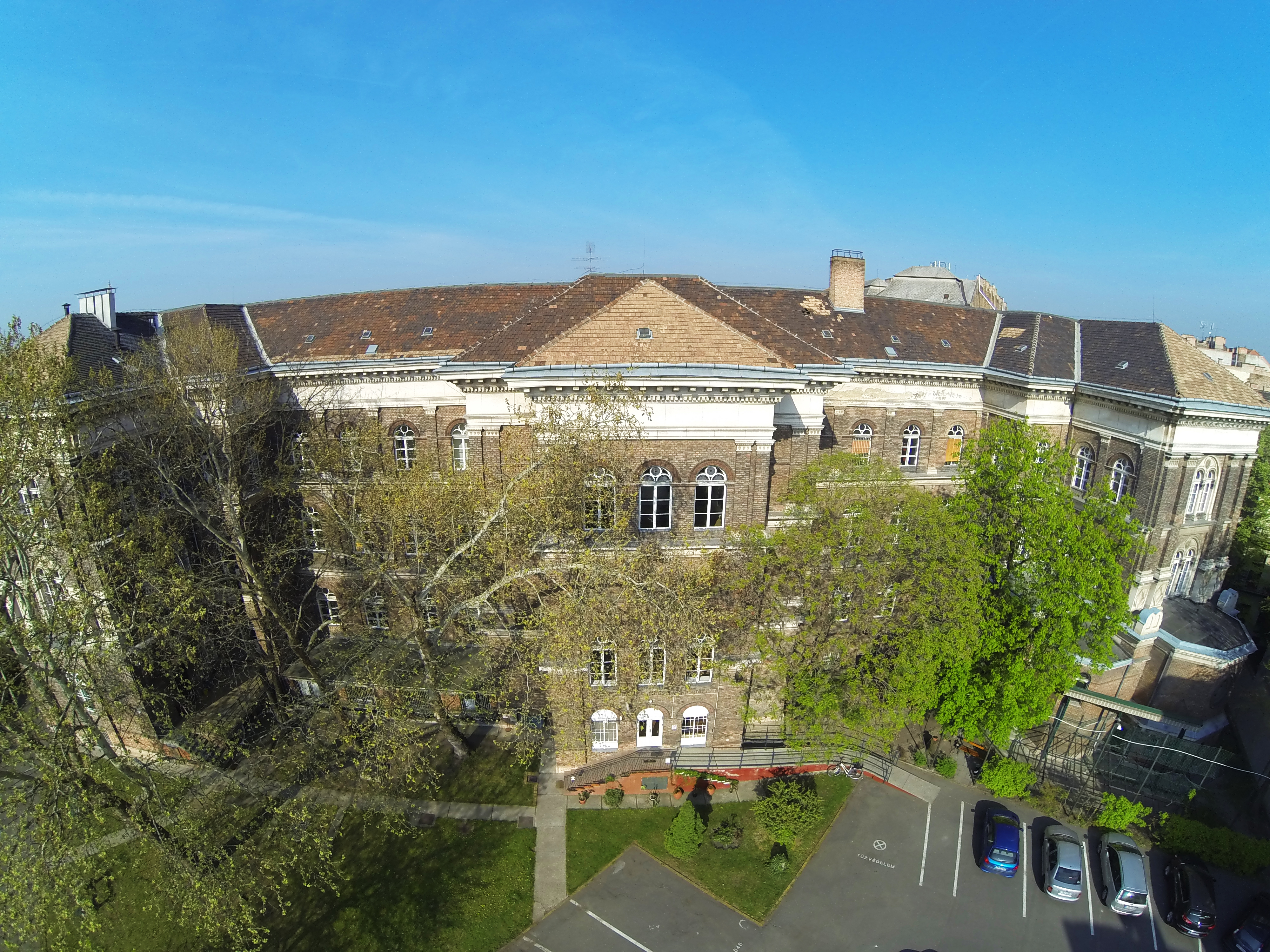
A McDaniel College Budapest épülete

## A budapesti kampusz
A McDaniel College Budapest számos, Európában nem megszokott előnnyel rendelkezik. Az általános csoportlétszám 8, ami az oktatást sokkal személyesebbé és interaktívabbá teszi. Ezenkívül a hallgatóknak lehetősége van a professzorok közvetlen vezetésével tanulmányokat készíteni.
A budapesti intézmény a 19. században épült, felújított Izraelita Siketnémák Budapesti Országos Intézetének épületében kapott helyet, egy fákkal árnyékolt téren a Szent István Egyetem Állatorvosi karával szemben. A VII. kerület Bethlen Gábor tér 2. számú épület egészen az 1990-es évek végéig a Bárczi Gusztáv Gyógypedagógia Tanárképző Főiskola otthona volt. Míg az épület külseje a régi idők báját tükrözi, belül egy igazi XXI. századi főiskola. Számítógépes labor, olvasóterem, teljesen felszerelt tantermek, kávézó, Hallgatói Klub szoba és tornaterem is a hallgatók rendelkezésére áll.

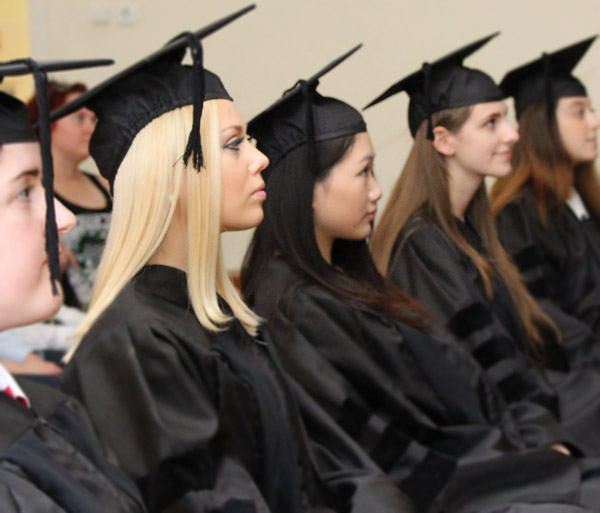
McDaniel Graduation

## Szakok
- Üzleti adminisztráció és közgazdaságtan
- Politikatudomány és nemzetközi tanulmányok
- Kommunikáció
- Pszichológia
- Művészettörténet és stúdió művészet

A McDaniel College Budapest számos szakot kínál hallgatóinak a művészettörténettől, a gazdasági és a kommunikációs képzésen át, egészen a politikatudományig vagy a pszichológiáig. A McDaniel College rugalmas: a felvételinél nem kötelező szakot választani, a főiskola lehetőséget biztosít, hogy a hallgató több szak tárgyait is hallgassa, majd ezek után döntse el, melyik szakon szeretne diplomát szerezni. Továbbá lehetőség van szakváltásra is. A McDanielen a szakváltással az addig elvégzett krediteket a főiskola beszámítja, így a hallgató nem veszít időt, az eredeti tanrendje szerint szerezheti meg a diplomáját.
A McDaniel College egyes képzései - művészet-kommunikáció, üzleti-közgazdaságtan - végezhetők duális képzés keretében is. A duális képzés során a hallgatók a fő szakjuk mellett egy második szak tantárgyait is hallgathatják, így szerezve több lehetőséget a mesterszakon történő továbbtanuláshoz.

## Külföldi tanulás
A McDaniel College Budapest 1998 óta külföldi tanulmányi központként is funkcionál a főkampusz diákjainak, illetve más amerikai egyetemekről érkezett hallgatók számára egyaránt. A budapesti szemeszter magában foglal egy hétvégi magyarországi tanulmányutat, és egy ötnapos utazást Bécsbe és Velencébe.

## Hallgatók
A McDaniel College Budapest hallgatói több mint 20 országból érkeznek Amerikától kezdve Európán, Ázsián és Afrikán át egészen a Közel-Keletig. A McDaniel hallgatói magukkal hozzák kultúrájukat és világnézetüket is, ami miatt gyakran alakulnak ki érdekfeszítő és elgondolkodtató viták különböző témákról a főiskolai kapuin belül és kívül is.

## Alumni
A McDaniel College Budapest öregdiákjai a világ több mint 30 országában tanulnak és dolgoznak. A magyar öregdiákok közé tartozik többek közt Zwack Sándor, a Zwack Unicum Nyrt. elnöke, Jancsó Dávid filmrendező és Palcsó Tamás énekes.